# Afrikanska ekonomiska gemenskapen
Afrikanska ekonomiska gemenskapen (African Economic Community, AEC) är ett organ inom Afrikanska unionen som samlar ett antal afrikanska regionala frihandelsområden. AEC har som mål att på sikt skapa en gemensam centralbank och en ekonomisk och monetär union.
De handelsblock som utgör gemenskapens pelare är Maghrebunionen, Västafrikanska staternas ekonomiska gemenskap (ECOWAS), Sahel-Sahara-gemenskapen, Östafrikanska gemenskapen, Centralafrikanska ekonomiska gemenskapen (ECCAS), IGAD och SADC.

## Tidsplan
När AEC grundades i Abuja genom Abujafördraget 1991 beslutades om följande delmål för samarbetet:
- 1999: Bilda regionala handelsblock i regioner som saknar sådana. Status: Klart, med undantag av Västsahara (samt i praktiken Somalia).
- 2007: Harmonisering och integrering. Status: Bedömningsfråga.
- 2017: Frihandelsavtal och tullunion i alla regionala handelsblock.
- 2019: Afrikansk tullunion.
- 2023: Gemensam afrikansk marknad.
- 2028: Afrikansk ekonomisk och monetär union, med gemensam valuta.
- 2034: Sista slutdatum för övergångsperioder.